# Cyphoma gibbosum
Cyphoma gibbosum är en snäckart som först beskrevs av Carl von Linné 1758.  Cyphoma gibbosum ingår i släktet Cyphoma och familjen Ovulidae. Inga underarter finns listade i Catalogue of Life.

## Bildgalleri

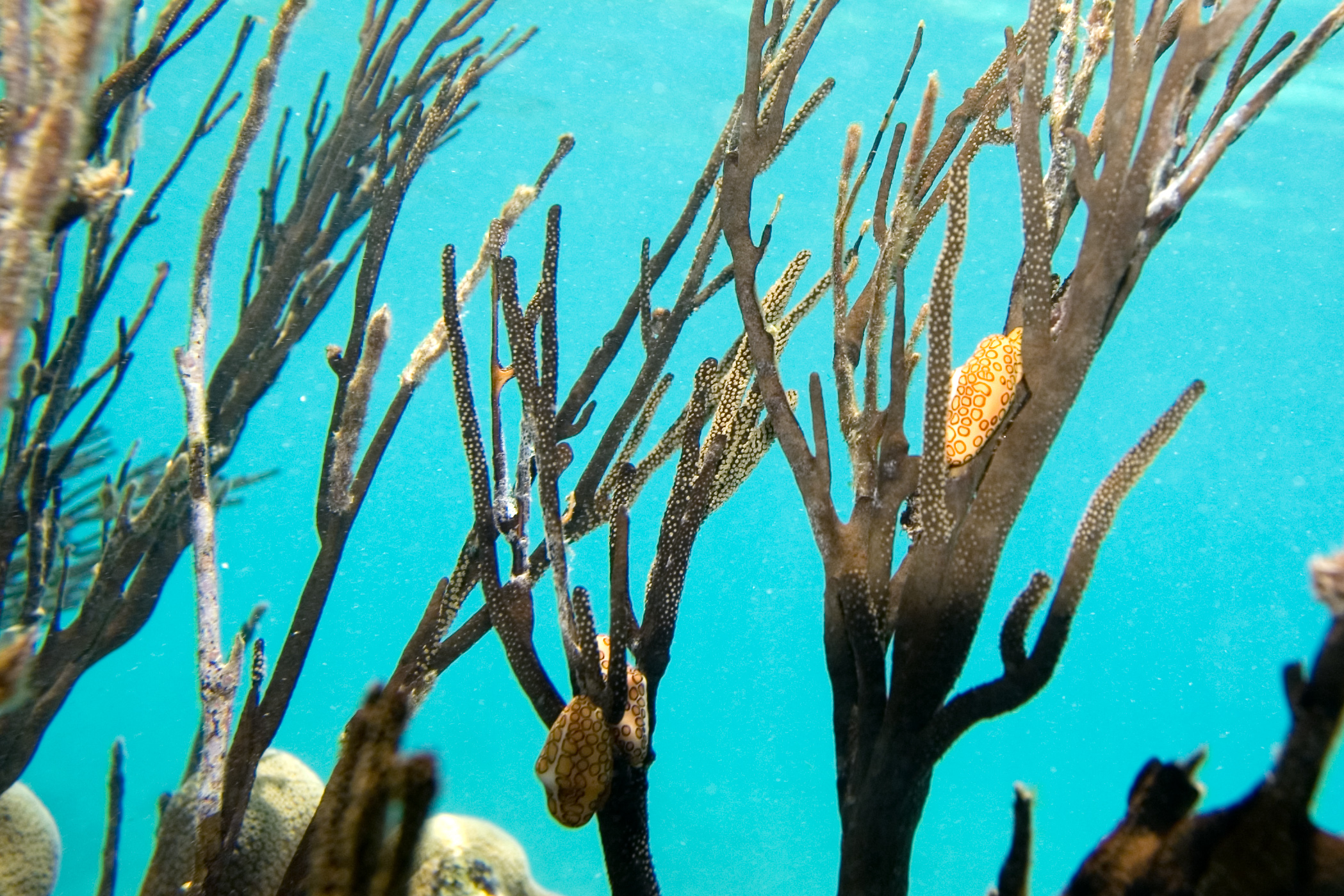
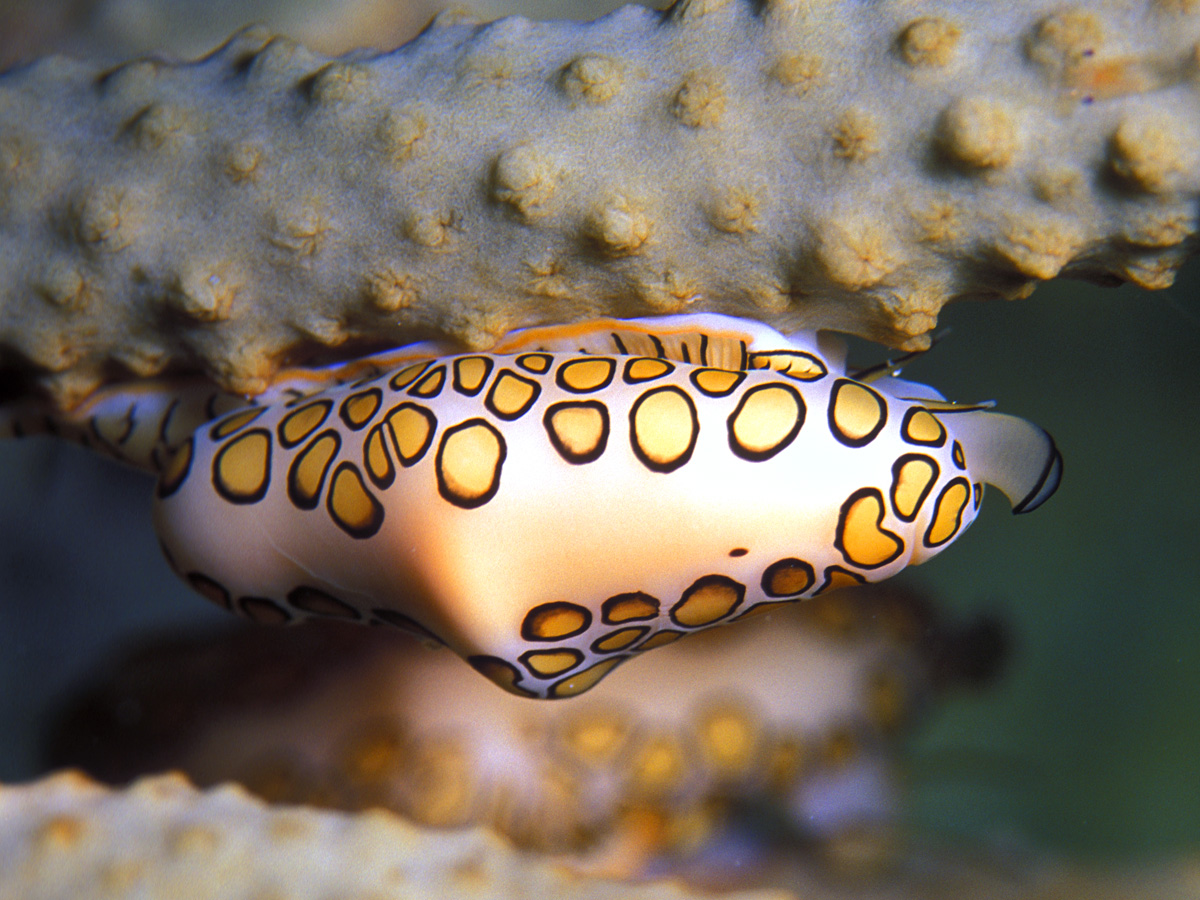
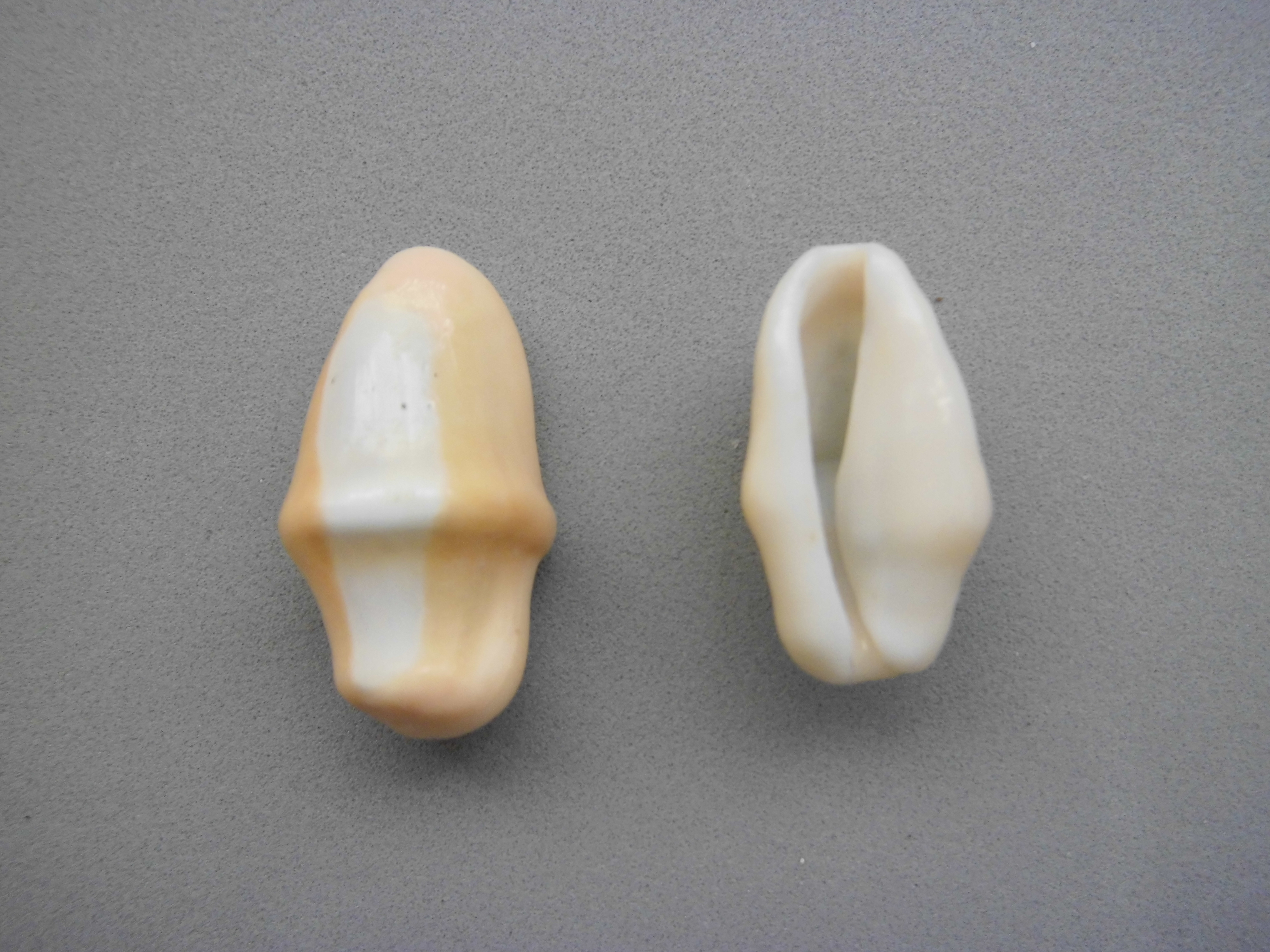